# Svetislav Valjarević
Svetislav Valjarević (Belgrado, 9 luglio 1911 – Vernon, 22 settembre 1996) è stato un calciatore jugoslavo, di ruolo attaccante.